# الیزابت آملی
الیزابت آملی (انگلیسی: Landgravine Elisabeth Amalie of Hesse-Darmstadt; ۲۰ مارس ۱۶۳۵ – ۴ اوت ۱۷۰۹)، همسر فیلیپ ویلیام ملکزاده پالاتاین و مادر ماریا آنا ملکه اسپانیا بود.
وی دختر جرج دوم و سوفیا النور ساکسونی بود که در سال ۱۶۳۵ در کاخ گیسن به دنیا به آمد و در سال ۱۶۵۳ با فیلیپ ویلیام ملکزاده پالاتاین ازدواج کرد و همزمان به کاتولیک گروید. 